# والت كوري
والت كوري (بالإنجليزية: Walt Corey)‏ هو لاعب كرة قدم أمريكية أمريكي، ولد في 9 مايو 1938 في لاتروب في الولايات المتحدة.

## وصلات خارجية
- والت كوري على موقع مرجع كرة القدم المحترفة.كوم (الإنجليزية)